# باول غونزاليس
باول غونزاليس (بالإنجليزية: Paul Gonzalez)‏ هو لاعب كرة قاعدة أسترالي، ولد في 22 أبريل 1969 في فورت وورث في الولايات المتحدة.

## وصلات خارجية
- باول غونزاليس على موقع الدوري الياباني لكرة القاعدة (الإنجليزية)
- باول غونزاليس على موقع أوليمبيديا (الإنجليزية)
- باول غونزاليس على موقع اللجنة الأولمبية الأسترالية (الإنجليزية)